# Сосновка (приток Веряжки)
Сосновка — река в России, протекает по Волосовскому району Ленинградской области.
Исток — севернее деревни Сосново. Течёт на юго-запад, впадает в Веряжку с правого берега в 15 км от устья последней. Длина реки составляет 13 км.

## Данные водного реестра
По данным государственного водного реестра России относится к Балтийскому бассейновому округу, водохозяйственный участок реки — Луга от в/п Толмачево до устья, речной подбассейн реки — подбассейн отсутствует. Относится к речному бассейну реки Нарва (российская часть бассейна).
По данным геоинформационной системы водохозяйственного районирования территории РФ, подготовленной Федеральным агентством водных ресурсов:
- Код водного объекта в государственном водном реестре — 01030000612102000026251
- Код по гидрологической изученности (ГИ) — 102002625
- Код бассейна — 01.03.00.006
- Номер тома по ГИ — 2
- Выпуск по ГИ — 0